# Ciudad Hidalgo (Michoacán)
Ciudad Hidalgo es una ciudad y cabecera del municipio de Hidalgo en el extremo noreste del estado de Michoacán, México. Es una ciudad situada en una zona rural y montañosa. Aunque la mayor parte de la ciudad está formada por edificios modernos, su principal monumento es la iglesia y antiguo monasterio de San José, del siglo XVI. Antiguamente se llamaba Taximaroa y era la parte del Imperio purépecha más cercana al Imperio azteca. Esto provocó dos invasiones aztecas infructuosas, así como la primera incursión española en tierras purépechas en 1522. Tanto para la ciudad como para las comunidades rurales que la rodean, la silvicultura y la fabricación de muebles son partes importantes de la economía, pero la deforestación está obligando a la zona a buscar alternativas como el turismo para aprovechar sus recursos naturales y sitios culturales.
Es el Distrito Electoral Federal 06 del estado de Michoacán. La ciudad alberga la sede regional de la Universidad Michoacana de San Nicolás de Hidalgo.

## Toponimia
Los nómadas chichimecas la denominaron «Quesehuarape», por la abundancia de árboles. Los ya sedentarios otomíes la llamaron «Otompan» y fue conocida también como «Tlaximaloyan» que significaba ‘lugar donde se corta la madera’ por los belicosos aztecas quienes nunca pudieron someter el territorio del Imperio purépecha al chocar siempre con la muralla de este bastión y con los ejércitos de «Los Hijos del Sol». Algunos autores afirman que la palabra taximaroa es de origen purépecha y que los mexicas la incorporaron a su vocabulario confundiéndola con el verbo tlaxima (carpintear), tlaximalli (astillas) o tlamimaloni (azuela), formando la palabra tlaximaloyan.
A principios del siglo XIV los tarascos conquistaron la región, refiriéndose a ella como «Taximaroa» en lugar de Tlaximaloyan y al ocurrir la conquista los españoles se refirieron al lugar indistintamente, predominando el término náhuatl. Al arribar los frailes franciscanos lo bautizaron como «San Francisco Taximaroa» y «San José Taximaroa». 
La versión errónea de que Taximaroa significa lugar de traidores, es tan solo una estrategia de guerra, que tiene su origen en la época de la conquista, cuando Cristóbal de Olid se dirigía a Tzintzuntzan y alertado de que los tarascos enviaron un ejército al mando de Cuinirángari, Olid, ayudado por varios purépechas engañó al ejército purépecha para que entrara desprevenido a la población donde fueron capturados.
En 1908 se le dio el nombre «Villa Hidalgo» y en 1922 el actual de «Ciudad Hidalgo», ambos nominativos en honor al padre de la patria don Miguel Hidalgo y Costilla.

## Cronología de hechos históricos
- 1476/1477. El Tlatoani Axayácatl y 24 mil guerreros, atacaron Taximaroa y quemaron la ciudad. Posteriormente fueron exterminados por los tarascos en Huaripen; el cazonci Tzitztizpándacuare mandó repoblarla a raíz del triunfo.
- 1517. Los Aztecas, al mando de Moctezuma II y el famoso guerrero tlaxcalteca, Tlahuicole, atacan el Imperio Tarasco y son derrotados por Taximaroa.
- 1520. El 22 de febrero, un español en un caballo blanco llega a Taximaroa, probablemente un cierto Porras o Porrillas, junto con Juan Herrera, Juan Francés y un grupo de auxiliares matlatzincas, convirtiéndose en el primer contacto entre tarascos y españoles.
- 1524. Pasan por Taximaroa los primeros evangelizadores del reino tarasco, al frente iba el fraile Martín de Jesús o de la Coruña.
- 1529. Ante la llegada de Nuño de Guzmán, los pobladores deciden abandonar Taximaroa, motivo por el que este manda destruir la recién construida ciudad.
- 1535. Cortés visita Taximaroa y se hospeda en el lugar, ratifica la encomienda de Don Gonzalo Salazar y manda construir el primer hospital para Indios.
- 1598. Se construye la iglesia parroquial dedicada a San José.
- 1810. El 23 de octubre, habitantes de Taximaroa, encabezados por José María Hidalgo y el franciscano Fray Pascual de Alarcón, se incorporan al ejército del cura Hidalgo, que se encontraba en Maravatío.
- 1813. Don Ramón y Don Ignacio López Rayón, hacen una visita a Taximaroa.
- 1821. En los primeros días de agosto, hace su paso por la ciudad el general Agustín de Iturbide con una sección del ejército trigarante.
- 1864. En la guerra de intervención, el 26 de marzo, se acantonó en Taximaroa el Coronel Clinchant.
- 1864. El 24 de agosto, hizo su entrada una columna de chinacos al mando de Crescencio Morales y se fusiló en el atrio del templo a un grupo de conservadores.
- 1912. Una columna federal, atacó la plaza de Villa Hidalgo, defendida por el Coronel Maderista, Juan Pérez.
- 1913. El 10 de junio, pasó por Villa Hidalgo, el general Alfredo Elizondo, conduciendo el segundo regimiento de carabineros de Coahuila.
- 1914. Batalla conocida como “La Acción de Sabaneta”, donde triunfaron los carrancistas.
- 1928. Se suscitó un enfrentamiento entre cristeros de Ciudad Hidalgo y fuerzas del ejército federal; fue aprehendido y fusilado Don Jesús Camacho.
- 1929. Un segundo enfrentamiento entre cristeros y federales, el Viernes Santo en el cerro grande.

## Contexto
Ciudad Hidalgo se encuentra rodeada de atractivos naturales como el parque nacional Los Azufres, la ruta de presas de Sabaneta, Mata de Pinos y Pucuato (sitios pertenecientes también al municipio de Hidalgo). La economía del lugar se basa principalmente en la industria maderera, la agricultura y el comercio. Se encuentra a 2060 m s. n. m. (metros sobre el nivel del mar), y cuenta con un clima templado. Es muy lluviosa, sobre todo en los meses de junio a octubre. Gracias a las lluvias de estos meses, se ha logrado desarrollar muy bien la agricultura y la actividad forestal.

## Demografía
Ciudad Hidalgo cuenta con una población de 71 528 habitantes en el año 2020 según datos del XIV Censo de Población y Vivienda llevado a cabo por el Instituto Nacional de Estadística y Geografía (INEGI) por lo cual es la 8.ª ciudad más poblada de Michoacán y la 2.ª ciudad más poblada e importante de la Zona Oriente de Michoacán tan solo por debajo de la ciudad de Heroica Zitácuaro.
| Gráfica de evolución demográfica de Ciudad Hidalgo entre 1900 y 2020                              |
|                                                                                                   |
| Población de los censos del Instituto Nacional de Estadística y Geografía (INEGI) de 1900 a 2020. |

## Poblaciones cercanas
Ciudad Hidalgo, la cabecera municipal, se encuentra ubicada a 102 km —53 km en línea recta— al oriente de la ciudad de Morelia.
Hacia el oeste sobre la ruta federal 15 se encuentran las comunidades de Las Pilas (5 km), Huajúmbaro a 25 km, Pucuato a 32 km, Mil Cumbres 32 km, El Caracol, Michoacán 44 km, y San Antonio a 48 km desviándose en Mil Cumbres hacia el sur.

Así como de las comunidades al sur: San Bartolo Cuitareo y San Bartolo, a 10 y 8 kilómetros respectivamente, y Agostitlán en la misma dirección. Al noroeste se localizan las comunidades de San Pedro Jácuaro y San Matías el grande, ricas en bosques y en tradiciones como la venta de artesanías en barro.

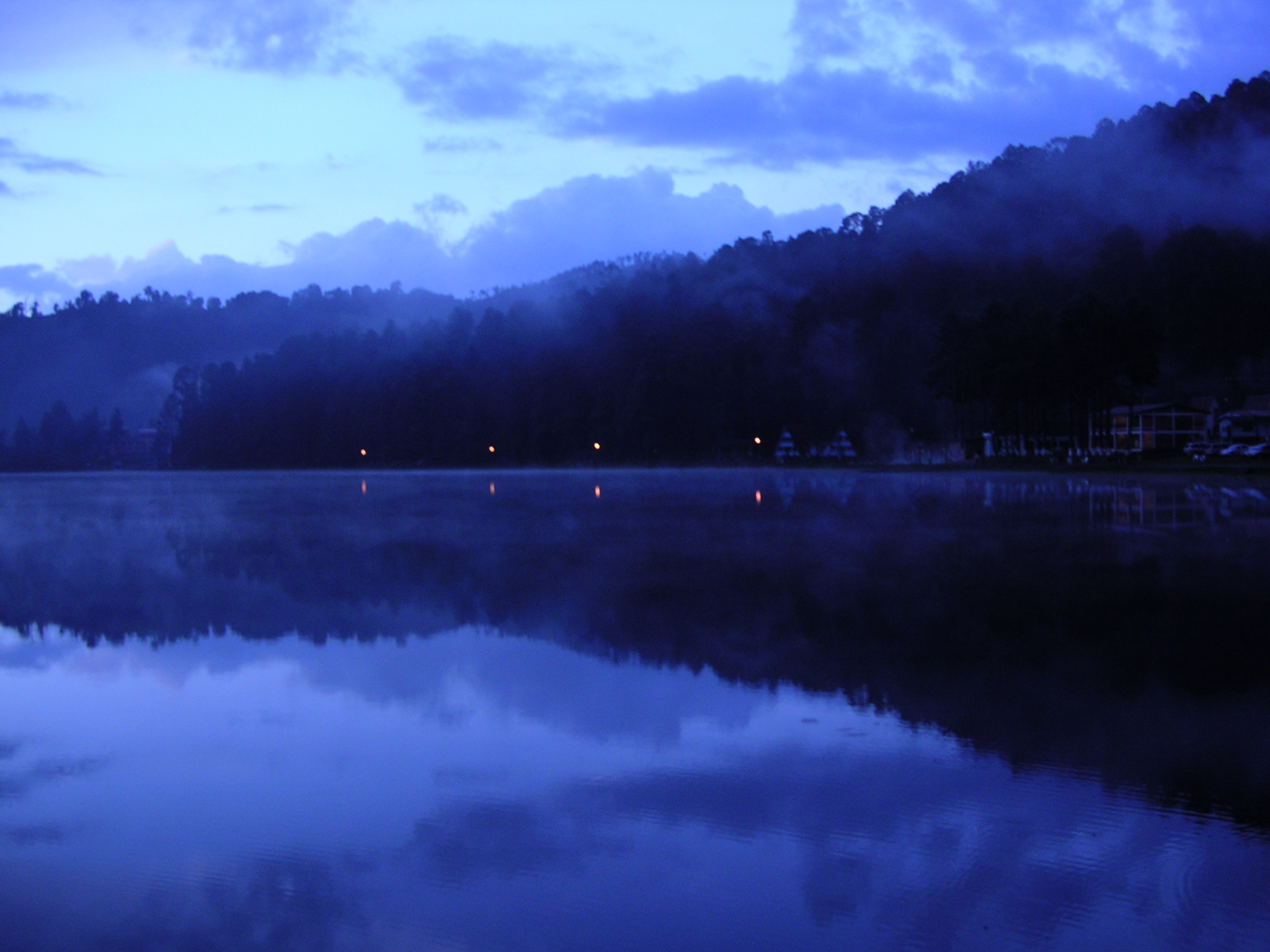
Laguna Larga en los Azufres Michoacán

Cerca de estas últimas poblaciones se encuentra la zona de «Los Azufres», reconocido por sus aguas termales a las que se le atribuye propiedades medicinales desde la época prehispánica, y por su volcán inactivo ubicado en el cerro de San Andrés a más de 2600 metros sobre el nivel del mar.

## Festividades y eventos sociales importantes
- Expo Feria Taximaroa de todos Santos. (Desde finales de octubre y hasta la segunda semana de noviembre)
- Feria de la Conserva. (Durante la Semana Santa)
- Expo Mueble. (El evento mueblero más grande de Michoacán)
- Feria del tamal (Un evento muy concurrido ya que coincide con las fiestas patrias)

## Instituciones Educativas

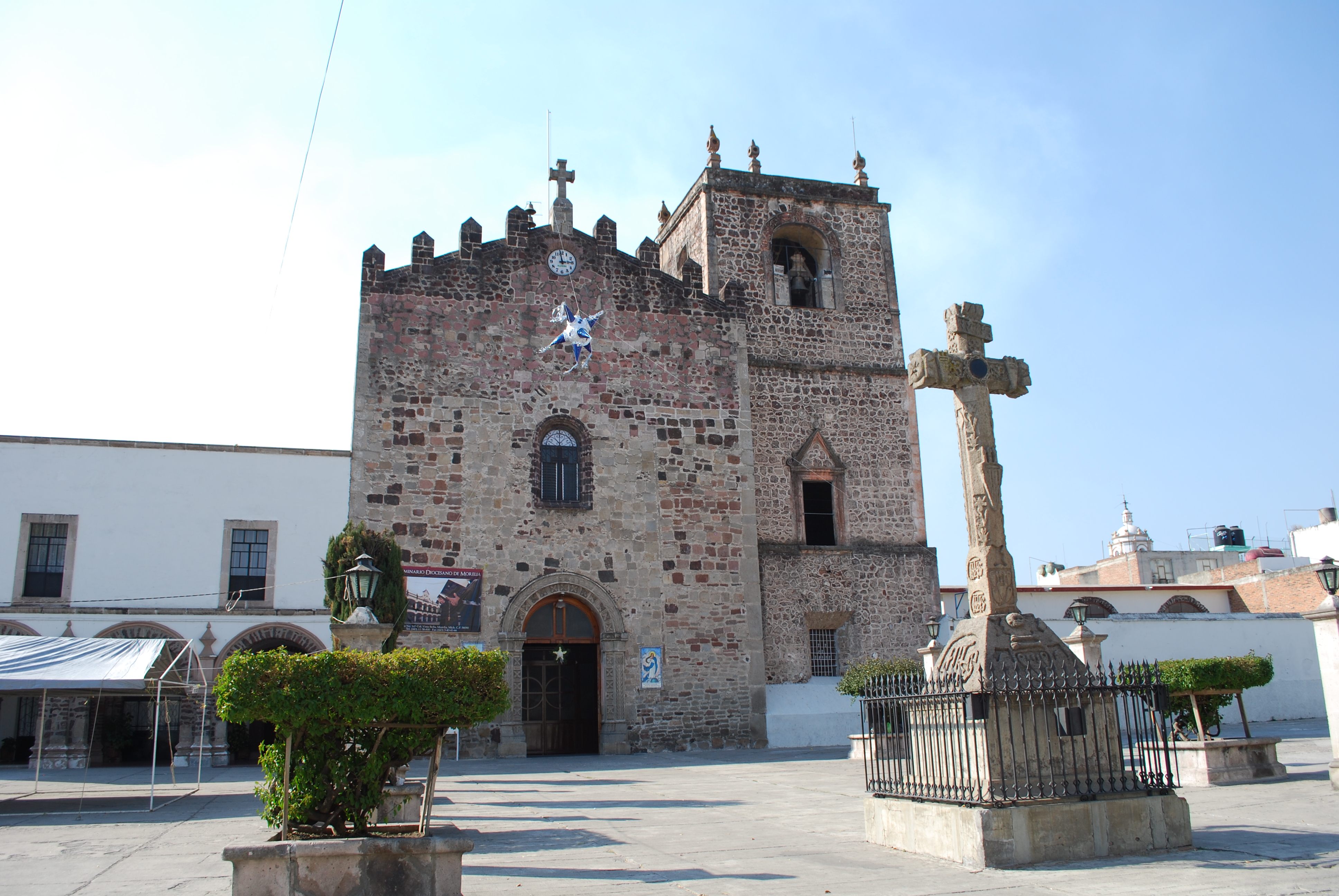
Parroquia de San José

El municipio cuenta entre sus diversos nivel educativos con Instituciones como la Universidad Juan Ruiz de Alarcón, la Universidad Pedagógica Nacional, Universidad Vasco de Quiroga, el Instituto Tecnológico Nacional de México y La Universidad Michoacana De San Nicolás de Hidalgo.

## Infraestructura cultural
Ciudad Hidalgo cuenta con centros culturales y foros de exhibición encaminados a difundir la educación artística, las artes plásticas y escénicas.
- Museo Tlaximaloyan: Centro que alberga artes plásticas y vestigios de culturas prehispánicas que habitaron la región oriente de Michoacán.
- Casa de la Cultura de Ciudad Hidalgo: Centro que cuenta con aulas para la enseñanza de las bellas artes, cuenta con área de exposición para artes visuales y un auditorio para conferencias y exhibiciones artísticas.
- Teatro del Pueblo: Foro de exhibición artística que cuenta con dos camerinos, estacionamiento, cabina de audio e iluminación y capacidad para aproximadamente 700 espectadores.